# Odéon (édifice)
Pour les articles homonymes, voir Odéon.
Un odéon, du grec : ᾠδεῖον (ōideîon) (littéralement « construction destinée à des concours musicaux », mot dérivé de ᾠδή (ōidē), « ode, chant »), est un édifice de la Grèce et de la Rome antique affecté aux exercices de chants, aux représentations musicales, aux concours de poésie et de musique. Ce type d’édifices était généralement de taille plus modeste que les autres édifices de spectacles et couvert d'un toit.

## Architecture
L'odéon d'Athènes, construit en -443 par Périclès, passe pour le premier monument d'un nouveau genre, l'odéon, destiné aux spectacles musicaux, mais il servit aussi de bouleutérion, lieu de réunion administrative, électorale ou judiciaire, et se rangerait plutôt dans cette dernière catégorie. Ce bâtiment s'inscrit dans un rectangle (62,40 × 68,60 m) et son toit est soutenu par une série de colonnes intérieures, correspondant à des portées assez réduites, de 5 ou 6 mètres,.
Théâtre, odéon et bouleutérion ont des architectures similaires, qu’il importe de différencier pour une identification pertinente. L’odéon a souvent une taille réduite, quoiqu’il existe des contre-exemples spectaculaires comme l’odéon d'Hérode Atticus, et peut être confondu avec un bouleutérion, également de dimension modeste. Toutefois, un odéon accueille plus de public, au moins plusieurs centaines de personnes, tandis qu’un bouleutérion peut n’offrir qu’une centaine de places. Autre différence plus marquée, l’odéon, destiné au spectacle, est doté d’une scène surélevée, au moins aussi longue que l’orchestre et fermée par un mur de scène rectiligne, généralement percé des trois portes standard d’un théâtre, ou parfois cinq. Ce mur de scène est fréquemment décoré d’une colonnade, comme le frons scanae d’un théâtre.
La principale exigence architecturale d’un odéon est de soutenir sa couverture. On peut observer deux types de plans appliqués pour répondre à cette contrainte :
- La plus ancienne consiste à border l’odéon d’un épais mur rectiligne qui soutient la charpente. L’odéon se trouve alors inscrit dans un carré ou un rectangle qui tronque les courbes de la cavea. Le théâtre de Pompéi constitue un exemple de ce type[4].
- Dans la seconde forme d’architecture, l’édifice revêt le plan d’un théâtre romain, avec une cavea en hémicycle complet, ceinturée par un mur de même élévation que le mur de scène[4].

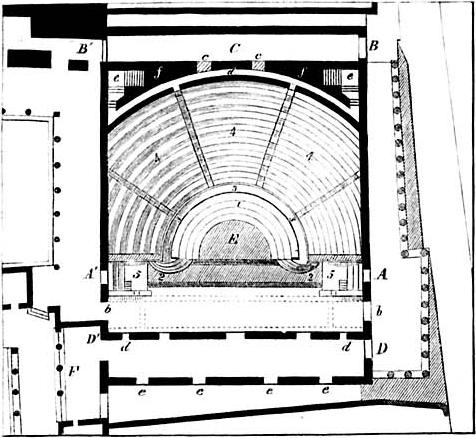
Plan carré de l’odéon de Pompéi – Ier siècle av. J.-C.
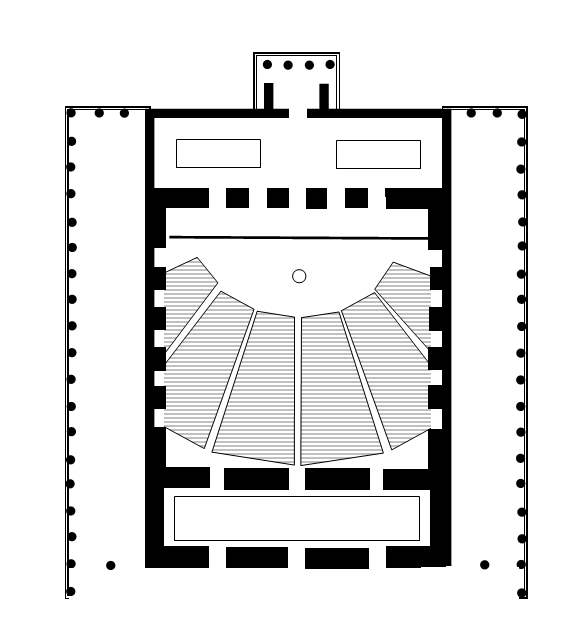
Plan schématique rectangulaire de l'odéon d'Agrippa, à Athènes
Plan de l'odéon antique de Lyon, avec son mur circulaire de soutien

## Liste d'odéons antiques

### Problèmes d'identification
Le recensement des odéons antiques est entaché d’identifications incertaines, car lorsqu’une ville dispose de deux édifices, un grand et un petit, ayant la forme d’un théâtre, les archéologues ont tendance à qualifier systématiquement le petit théâtre comme odéon malgré l’absence de preuves archéologiques, et même s’il s’agit plus probablement d’une salle de réunion comme un bouleutérion ou une curie, ou encore d’un théâtre cultuel ou privé. Si l'interprétation de la juxtaposition d'un petit et d'un grand édifice à gradins comme un théâtre et un odéon semble se vérifier pour Athènes, Corinthe, Pompéi, Lugdunum et Philadelphie, la même juxtaposition observée en Sicile à Akrai et à Solonte est l'association d'un théâtre et d'un bouleutérion. L'identification se complique lorsque le site antique présente non plus deux mais trois édifices à gradins comme à Troie, Pergame, Sagalassos en Asie, ou Apollonie d’Illyrie en Épire. On ne peut alors affirmer que la cité est dotée d'édifices spécialisés, un théâtre, un odéon et un bouleutérion, que s'ils ont été simultanément en usage.

### Grèce
- à Athènes :
  - Odéon de Périclès, construit en -443 près du théâtre de Dionysos, détruit au cours du siège d'Athènes par Sylla en -86, rebâti puis à nouveau détruit par les Hérules en l'an 267-268 apr. J.-C.[6].
  - Odéon d'Agrippa ou Agrippéion, construit dans l'agora d'Athènes à l'initiative du  gendre d'Auguste Marcus Vipsanius Agrippa en 16 ou 14 av. J.-C.. Cavea tronquée sur les bords inscrite dans un mur carré bordé de portiques; environ mille places. Divisé en deux par un mur transversal après l'écroulement de la toiture au IIe siècle[7].
  - Odéon d'Hérode Atticus, construit par Hérode Atticus en contrebas de l'acropole d'Athènes en 161, un des plus grands du monde hellénistique avec une cavea de 87 m de diamètre et environ 5 000 places[8],[9].

- Odéon d’Argos : une première construction adossée à une colline et entourée d’un mur rectangulaire (25 × 32 m,), offrait entre 880 et 1100 places selon les calculs de Frank Sear. Cet odéon est restauré après un sinistre à la fin du IIIe siècle ou au début du IVe siècle, la cavea est agrandie et devient semi-circulaire, avec un diamètre de 41 m pour entre 1280 à 1 600 places sur deux niveaux de 12 et 9 gradins[10].
- Odéon d’Épidaure : gradins demi circulaires sur deux niveaux (12 et 8 à 10 rangs), entourés d’un mur rectangulaire (20,75 × 34,4 m, hormis les porches d’entrée)[11].
- Odéon de Corinthe, construit sous Néron, restauré au début du IIe siècle après un incendie, puis rebâti en marbre grâce au financement d'Hérode Atticus. Adossé à une colline, il est construit selon un plan de théâtre romain, il offre 3 000 places[8],[12].
- Odéon de Patras

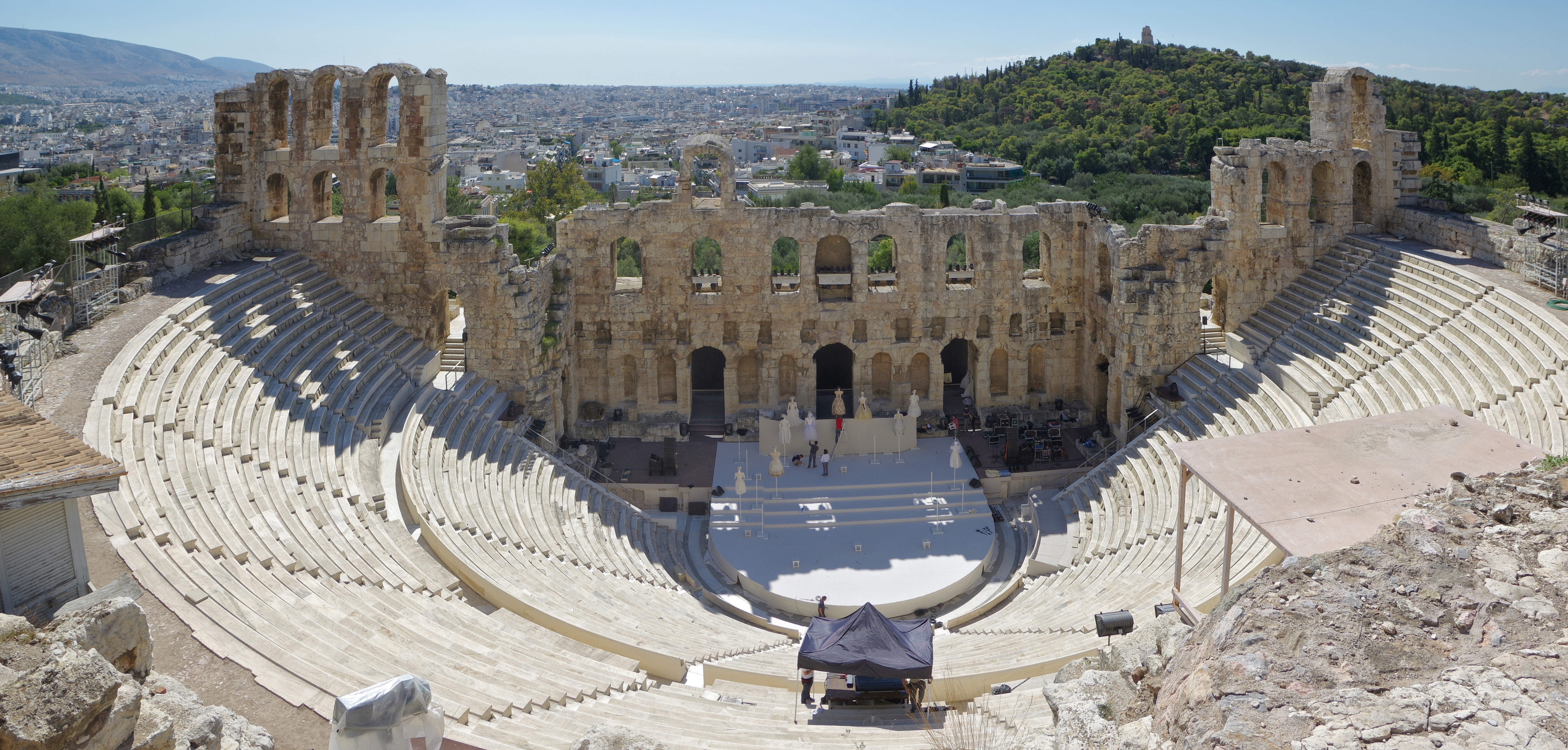
Odéon d'Hérode Atticus, Athènes
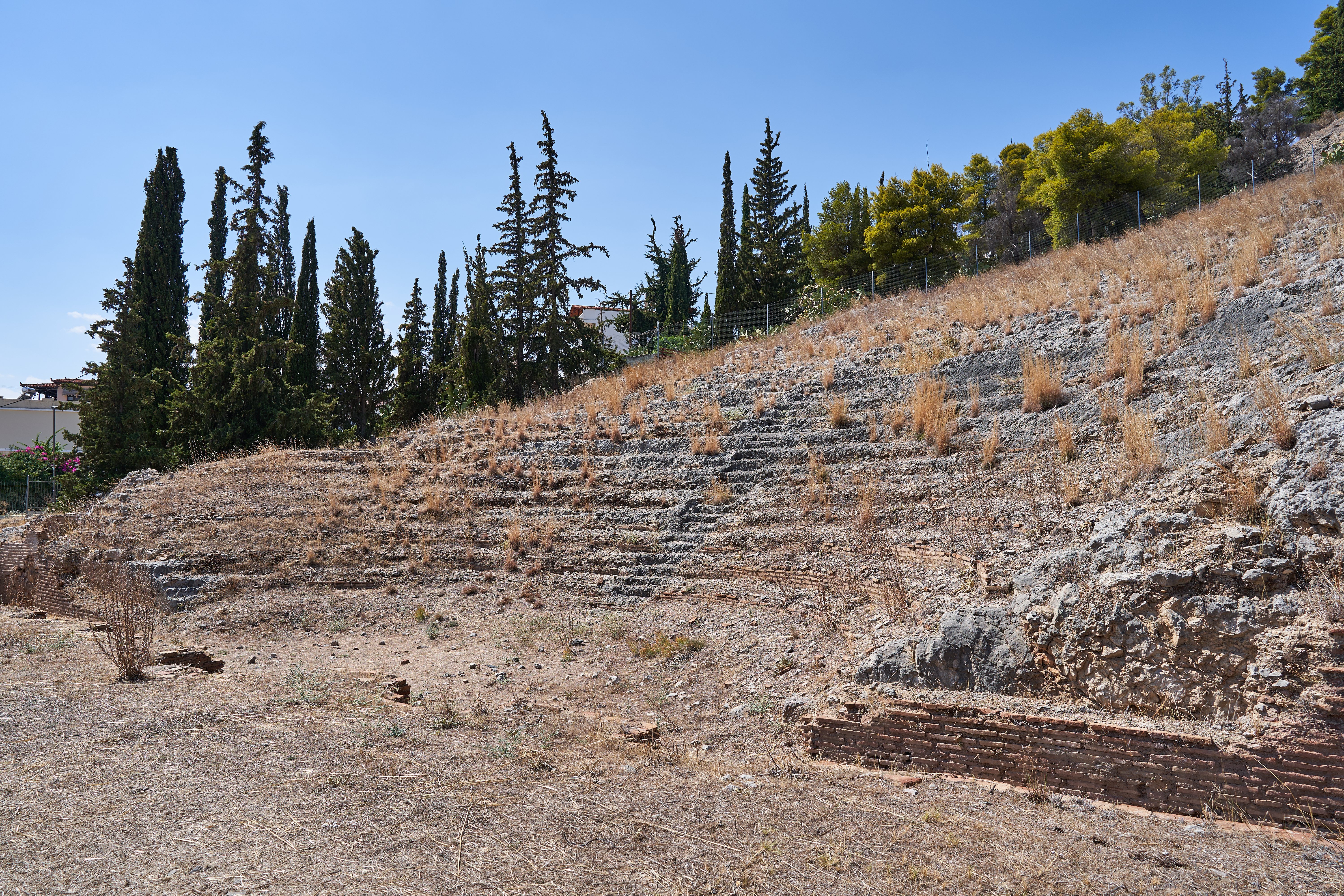
Odéon d'Argos
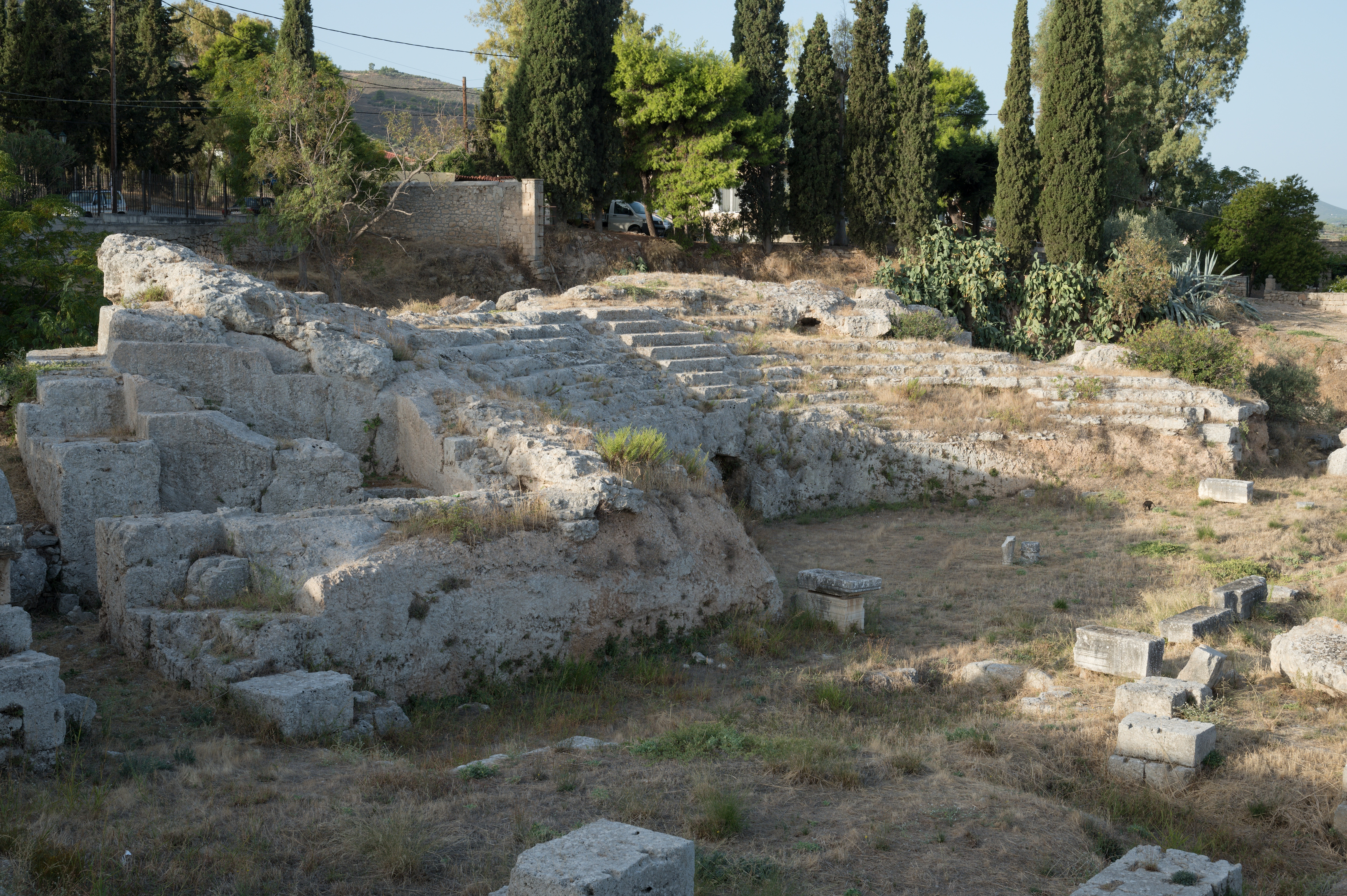
Odéon de Corinthe
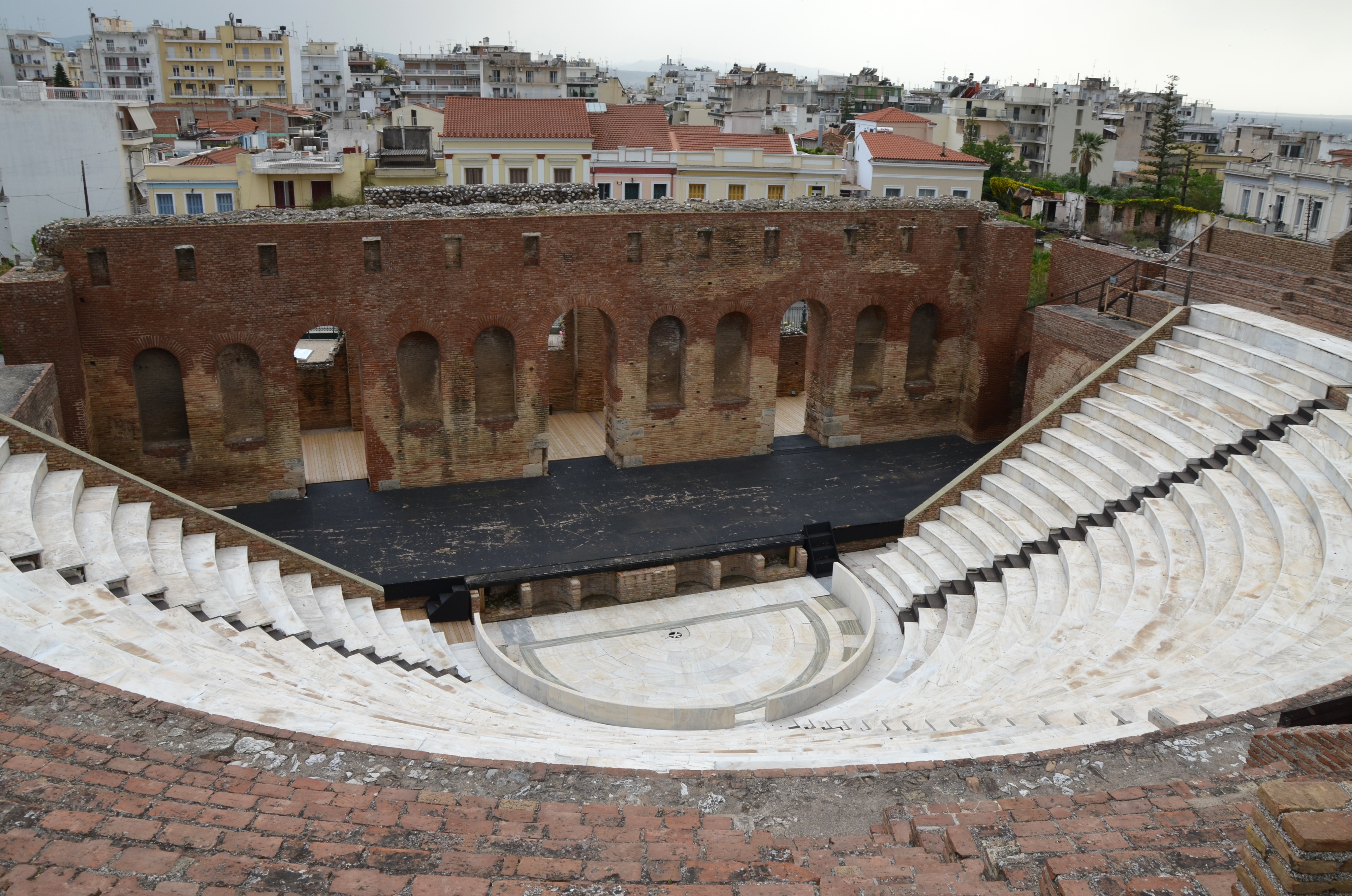
Odéon de Patras

### Épire et Macédoine
- Apollonie d’Illyrie (actuellement Pojani en Albanie), l'odéon couvert offre environ 14 rangs de sièges dans une cavea de 16 m de diamètre, entourée de murs rectilignes[13]
- Odéon de Nicopolis d'Épire (aujourd'hui en Grèce)[14]
- Odéon de Dion (aujourd'hui en Grèce)[15]
- Odéon de Thessalonique (aujourd'hui en Grèce)[16]

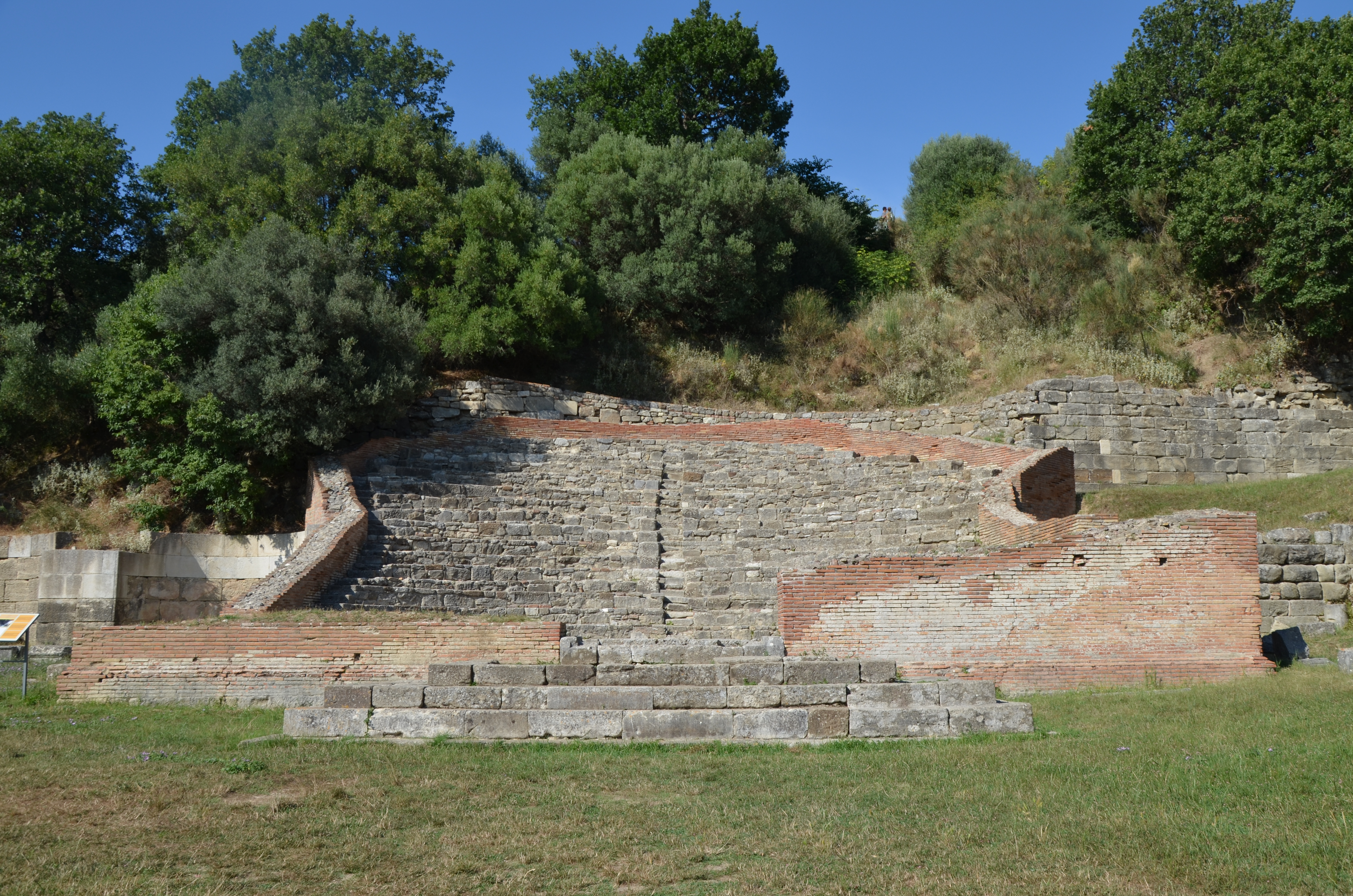
Odéon d'Apollonie d'Illyrie
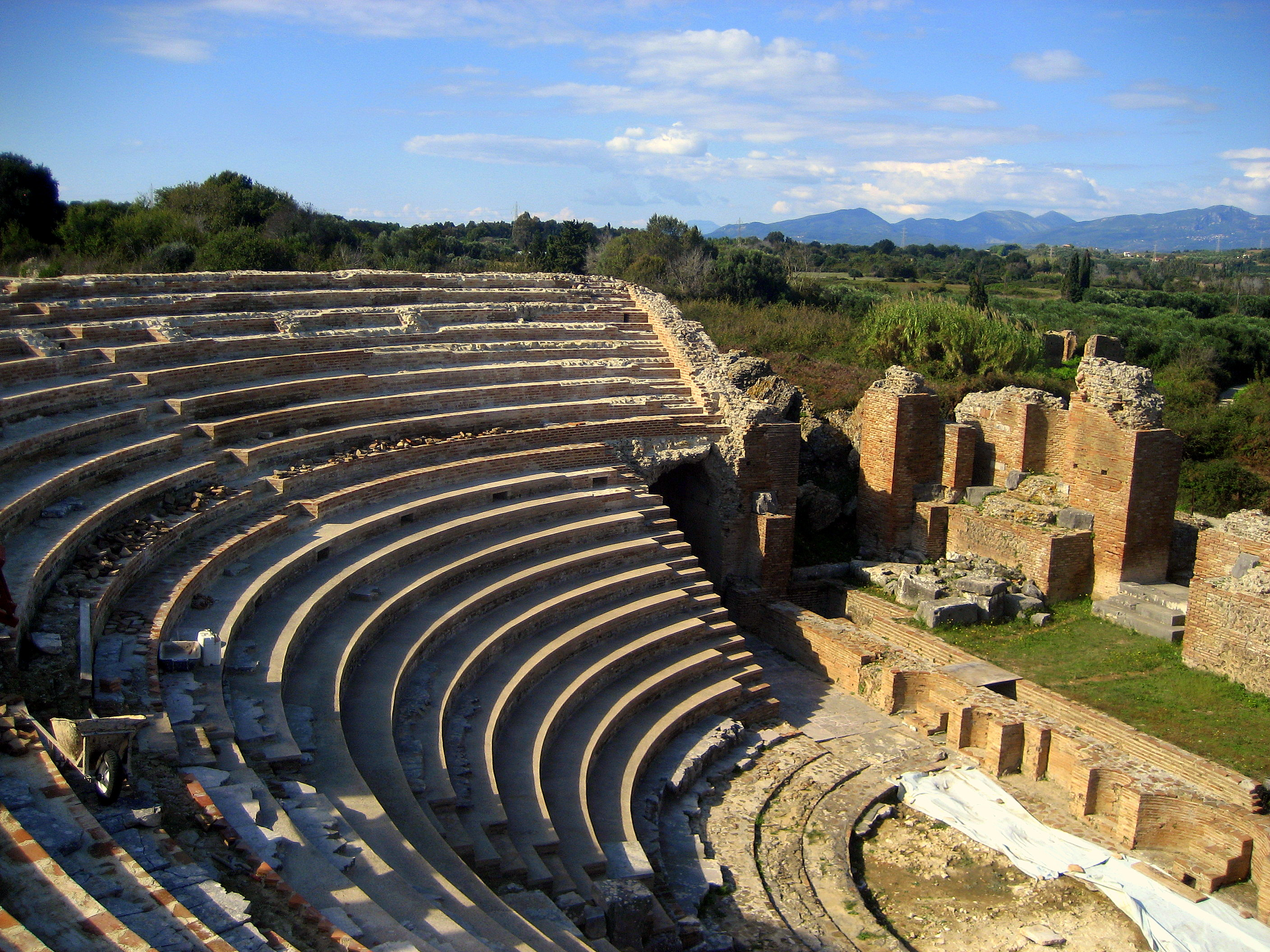
Odéon de Nicopolis d'Épire
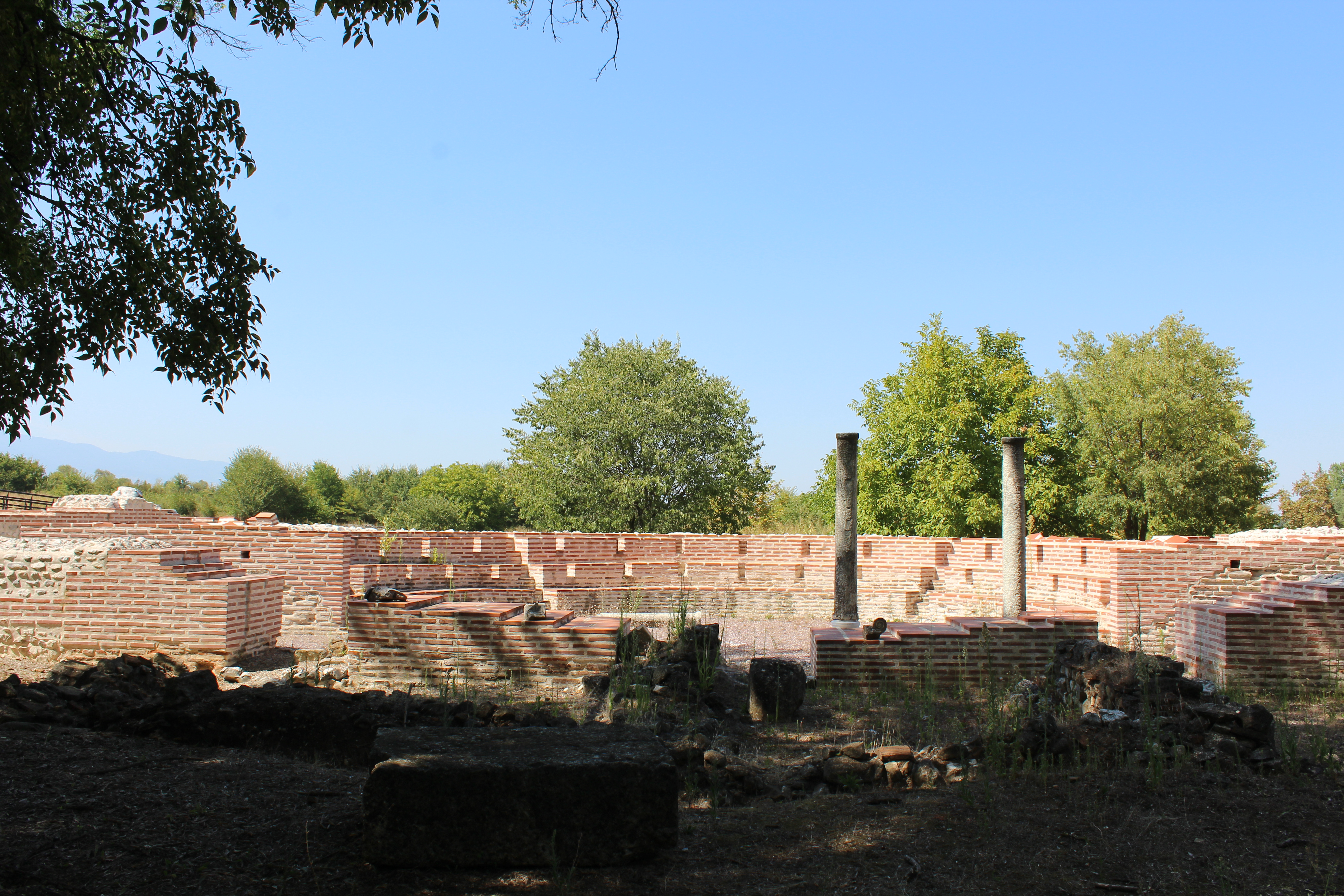
Odéon de Dion
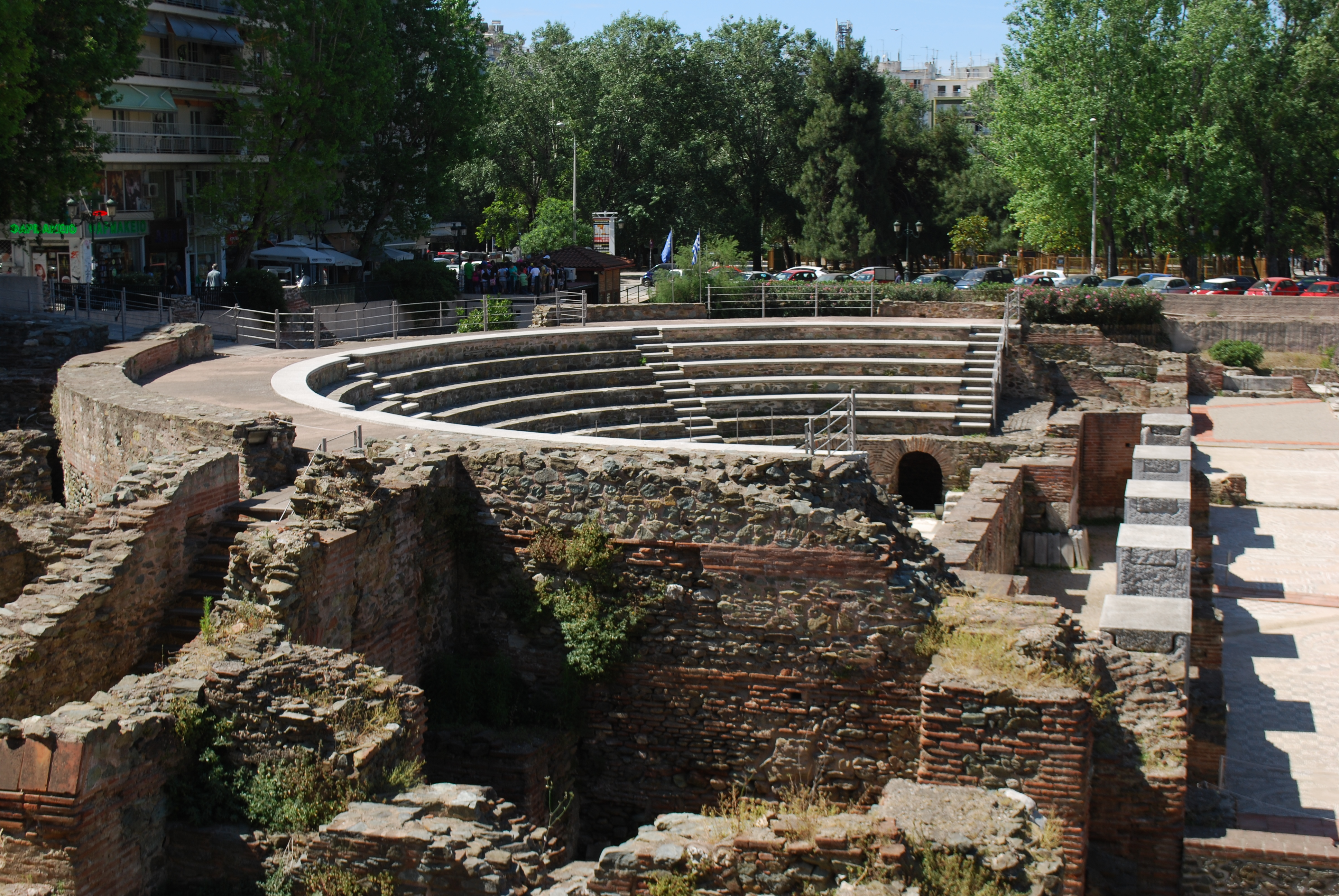
Odéon de Thessalonique

### Italie
- Odéon de Pompéi, construit en 80-75 av. J.-C., désigné comme theatrum tectum (théâtre couvert) dans une inscription[17],[18]
- Odéon de Domitien, construit à Rome à la fin du règne de Domitien inauguré pour les Jeux capitolins, 10 600 places selon le Catalogue des Régionnaires. Il n'en reste aucun vestige[19].
- Odéon antique de Catane (Italie), de forme hémicirculaire de 42 m de diamètre, 11 rangs dans la cavea inférieure, probablement autant au niveau supérieur[20]
- Pausilypum, aujourd'hui Posillipo, dans la banlieue de Naples, possédait un petit odéon, peut-être privé. La cavea d'environ 26 m comporte 6 rangs + 4 rangs de sièges, elle est coupée sur trois côtés par un mur rectangulaire qui l'entoure, et qui pouvait soutenir un toit[21].
- Un odéon ou théâtre couvert de Luni a une cavea de 45 m entourée d'un mur rectangulaire de 36 × 61 m[22].
- Le Théâtre romain d'Aoste pourrait être un odéon, avec sa cavea entourée d'un haut mur rectangulaire[23].

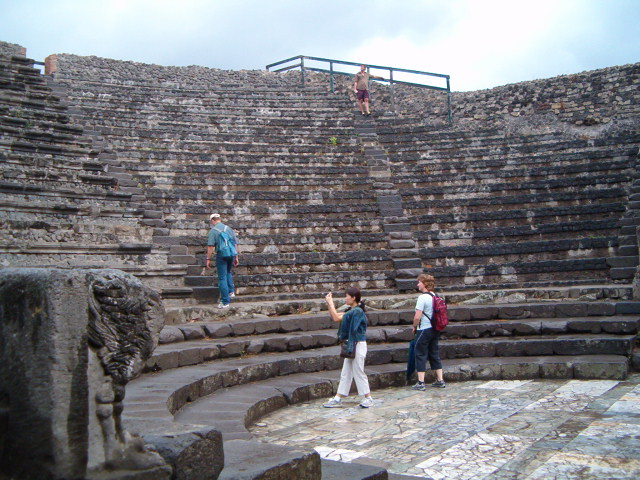
Odéon de Pompéi
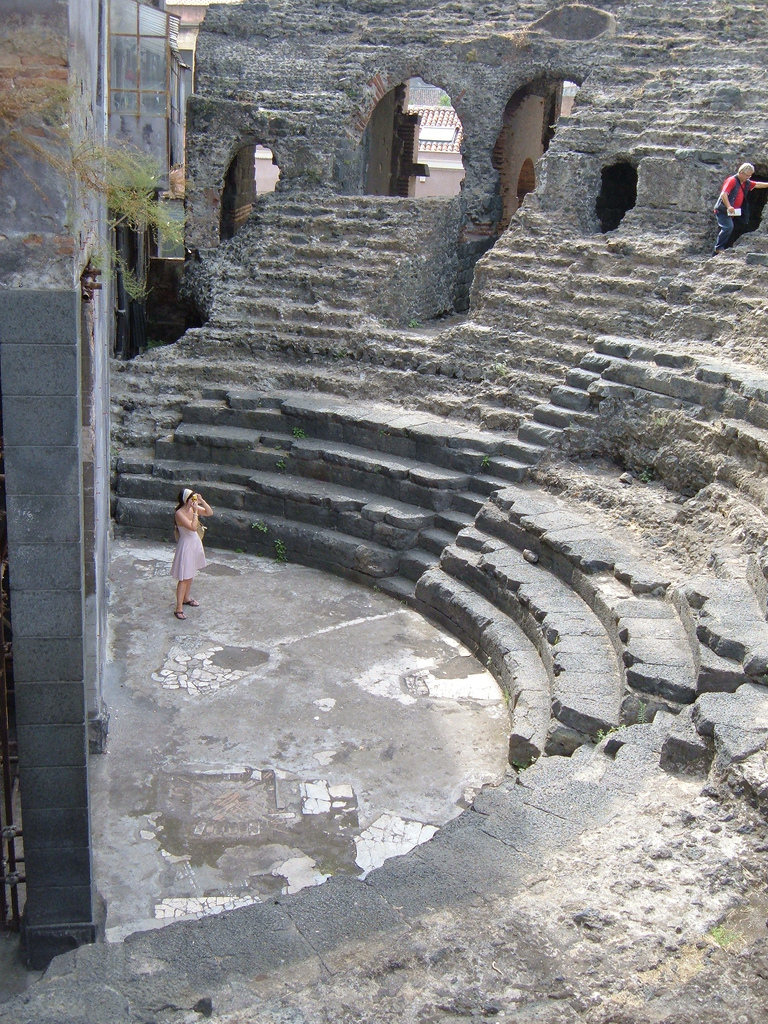
Odéon de Catane
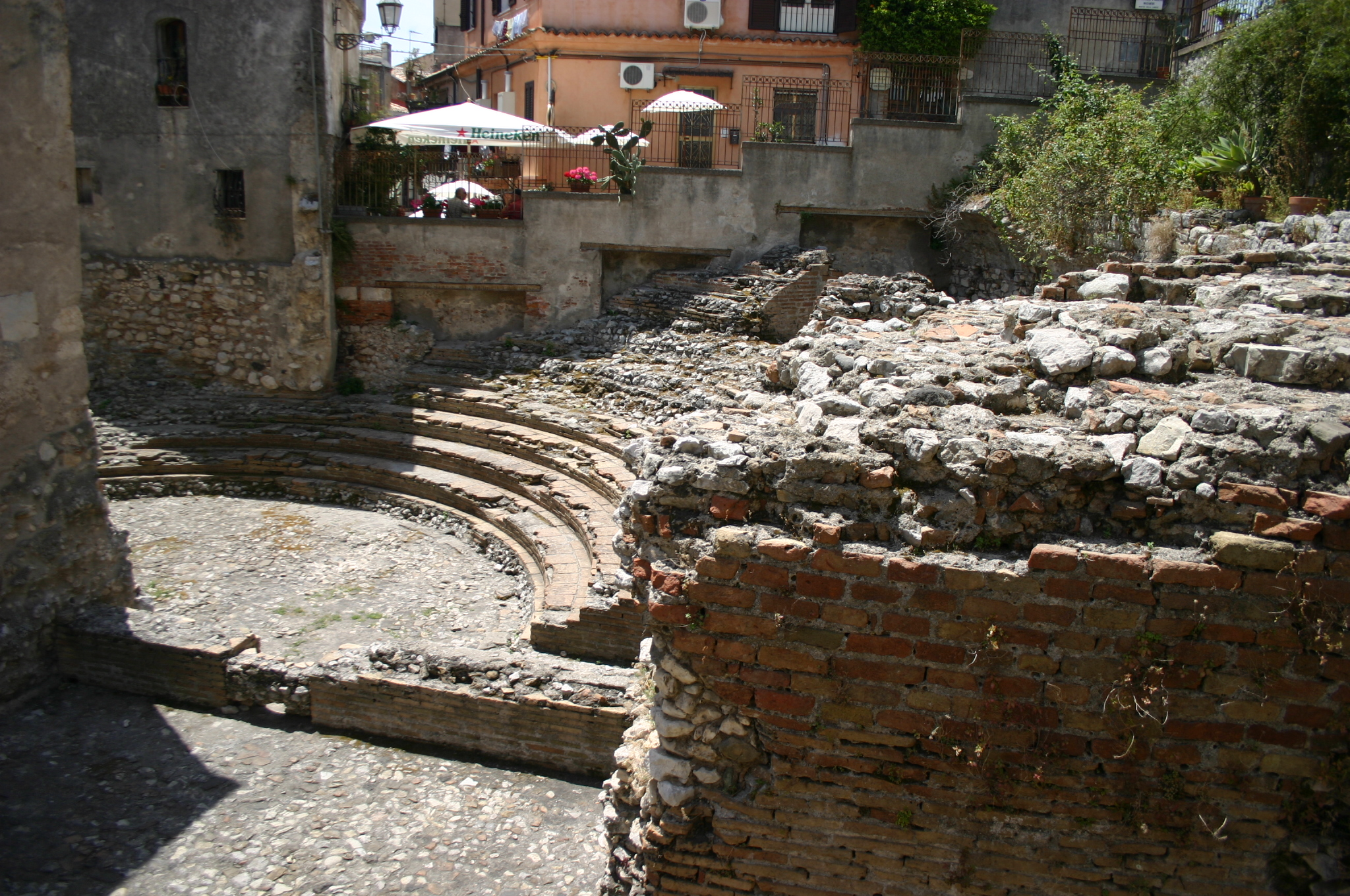
Odéon de Taormine
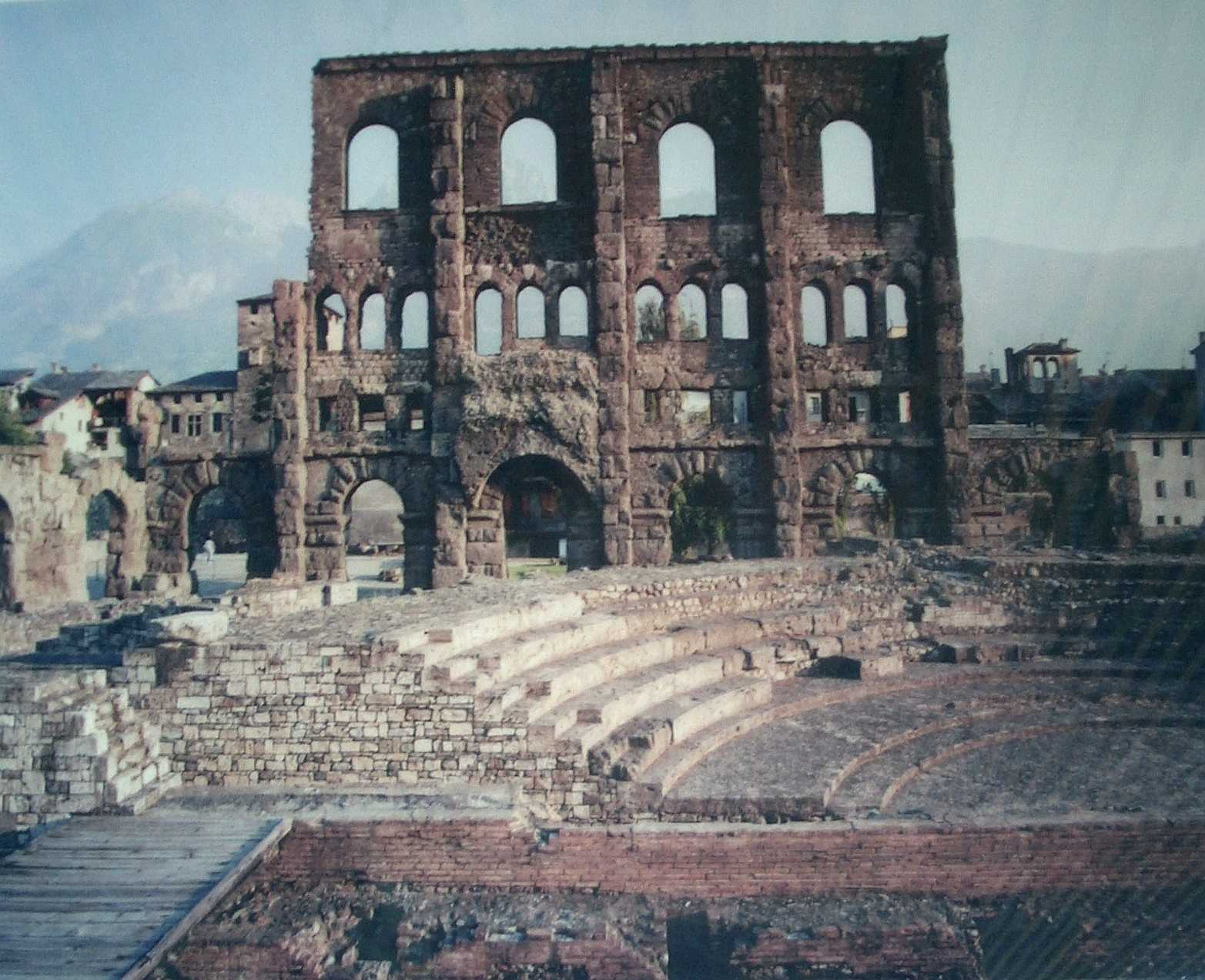
Théâtre ou odéon d'Aoste, mur restauré

Certains monuments peuvent être de petits théâtres ou bien des odéons, à Polla et à Vérone.

### Gaule, Espagne, Germanie et Bretagne
Aucun odéon n'a été retrouvé en Bretagne ni en Espagne, ni dans les provinces de Germanie, ni en Norique. Seuls trois odéons ont été identifiés en Gaule romaine :
- Odéon antique de Lyon, construit sur la colline de Fourvière à côté du grand théâtre, 73 m de diamètre, 16 rangs au niveau inférieur et 5 rangs au niveau supérieur, capacité estimée à 3 000 places[26],[27].
- Odéon antique de Vienne (Isère) : adossé à une colline, 72 m de diamètre, 16 rangs au niveau inférieur + 4 ou  5 rangs au niveau supérieur, capacité estimée à 3 000 places. Un fragment d'inscription l'identifie sans ambiguïté comme ODEV(m)[28].
- Odéon antique de Valence (Drôme): les vestiges d'un petit édifice de spectacle ont été mis au jour en 2011 lors de fouilles sous le musée d'Art et d'Archéologie et l'hypothèse d'un odéon est privilégiée.

### Afrique romaine
Un seul odéon a été trouvé en Afrique romaine :
- Odéon de Carthage, (Tunisie), inauguré en 207 pour la célébration des Jeux pythiques. Avec 96 m de diamètre, c'est le plus grand odéon connu après celui de Domitien à Rome. Il a été rasé au niveau du sol lors de l'occupation vandale[26],[29]

### Proche et Moyen Orient

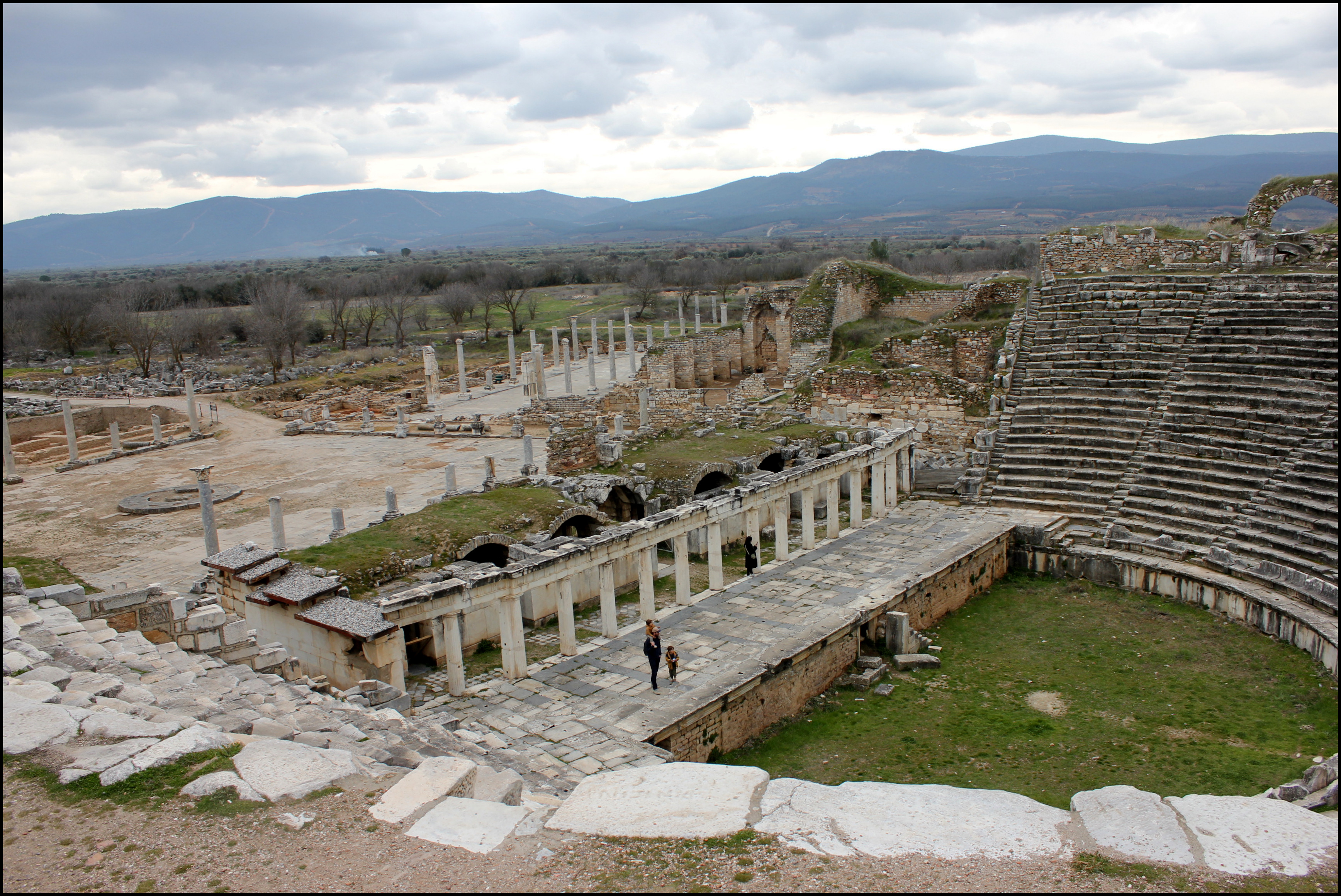
Odéon d'Aphrodisias.

- l'Odéon de Baalbek, (Liban)
- l'Odéon d'Amman, (Jordanie)
- l'Odéon d'Aphrodisias en Turquie